# Bruno Foglia
Bruno Foglia (Cremona, 11 maggio 1911 – Mirandola, 3 dicembre 2005) è stato un calciatore italiano, di ruolo attaccante.

## Carriera
Giocò in Serie A nella Cremonese. Fu ceduto al Bologna in prestito militare. Tornò a Cremona, poi a Legnano.

## Palmarès

### Club

#### Competizioni nazionali
- Serie C: 1

Cremonese: 1935-1936